# Попов, Александр Николаевич (филолог)
Александр Николаевич Попов (1881–1972) — русский филолог-классик.

## Биография
До 1917 г. был директором частной классической гимназии, после революции работал в юридической консультации. С 1934 года преподавал на кафедре классической филологии МИФЛИ—Московского государственного университета, заведовал ею в 1958-1962 гг. «Выученик и горячий энтузиаст русской неогумбольдтианской школы, А.Н. Попов, ... с первых уроков заражал, заряжал слушателей на бдительную работу со словом, на соответствие и несоответствие в разных языках "внутреннего образа" слова, означающего то или иное понятие» . 
Автор многих учебно-методических работ, в том числе компактной, но полной грамматики греческого языка, и, в соавторстве с П.М. Шендяпиным Архивная копия от 13 ноября 2017 на Wayback Machine, выдержавшего много переизданий латинского учебника.

## Основные труды
- Попов А.Н. Краткая грамматика греческого языка : Для учащихся сред. и высш. учеб. заведений / А. Н. Попов. — 2. изд., доп. — М. : Греко-латин. каб. Ю.А. Шичалина, 2001. — 194 c.
- Попов А.Н., Шендяпин П.М. Латинский язык.